# Mocis alterna
Mocis alterna là một loài bướm đêm thuộc họ Erebidae. Nó được tìm thấy ở Queensland.
Sải cánh dài khoảng 30 mm.

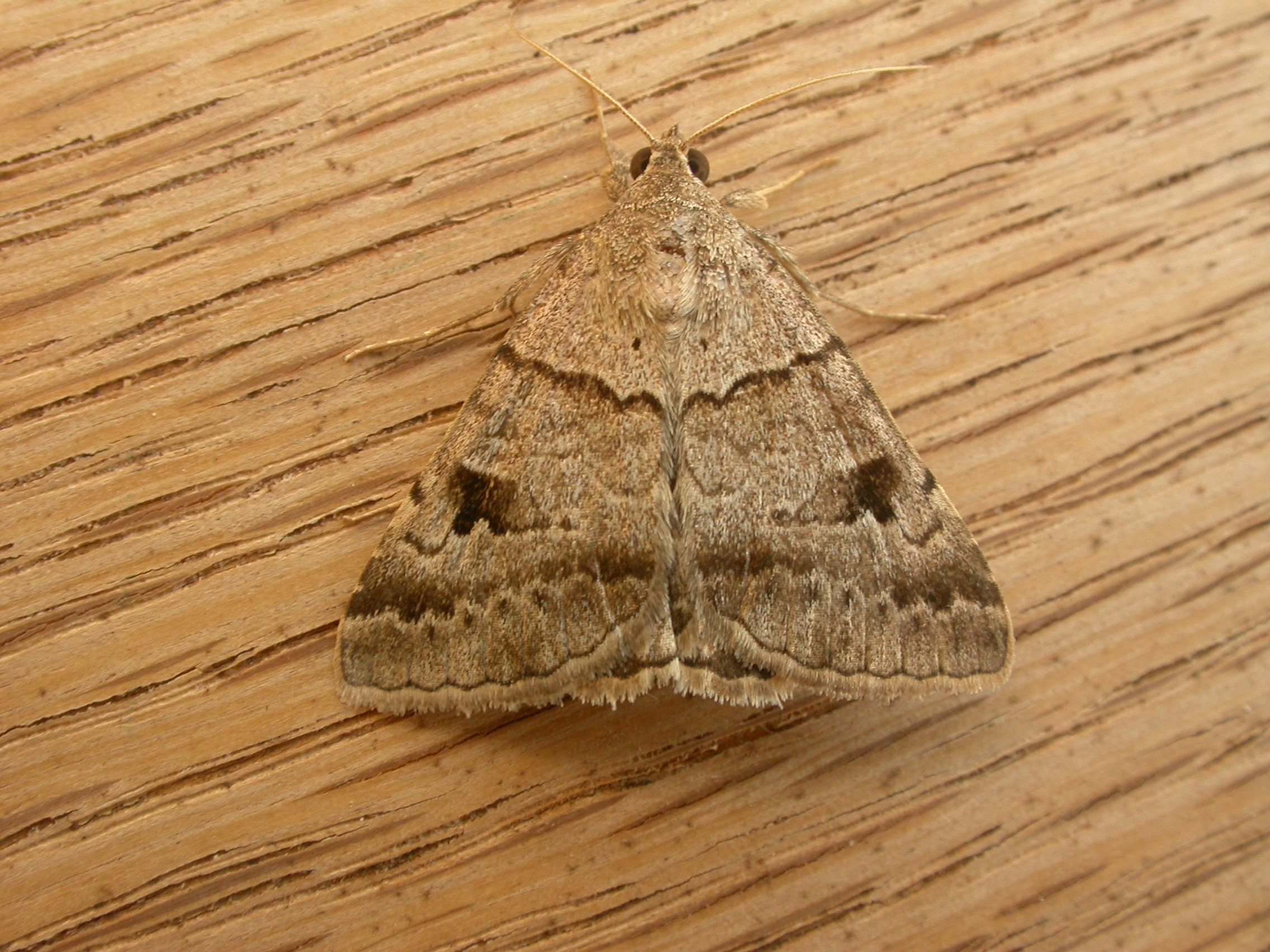

Ấu trùng ăn Phaseolus, Medicago sativa và Glycine max.

## Hình ảnh

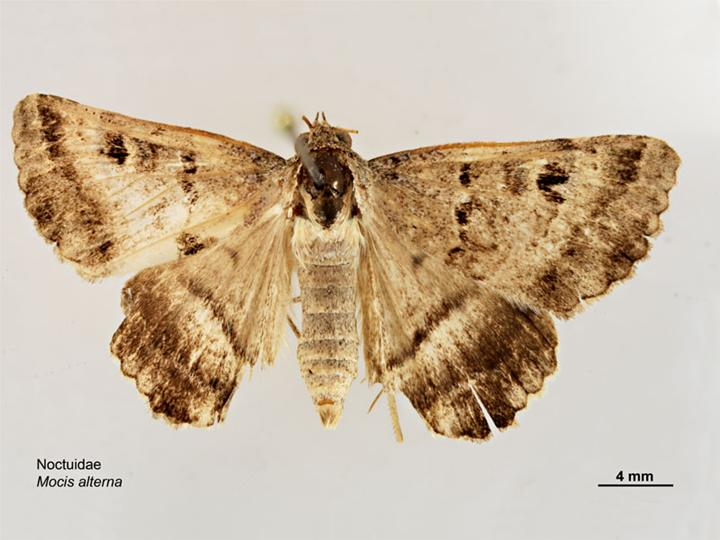
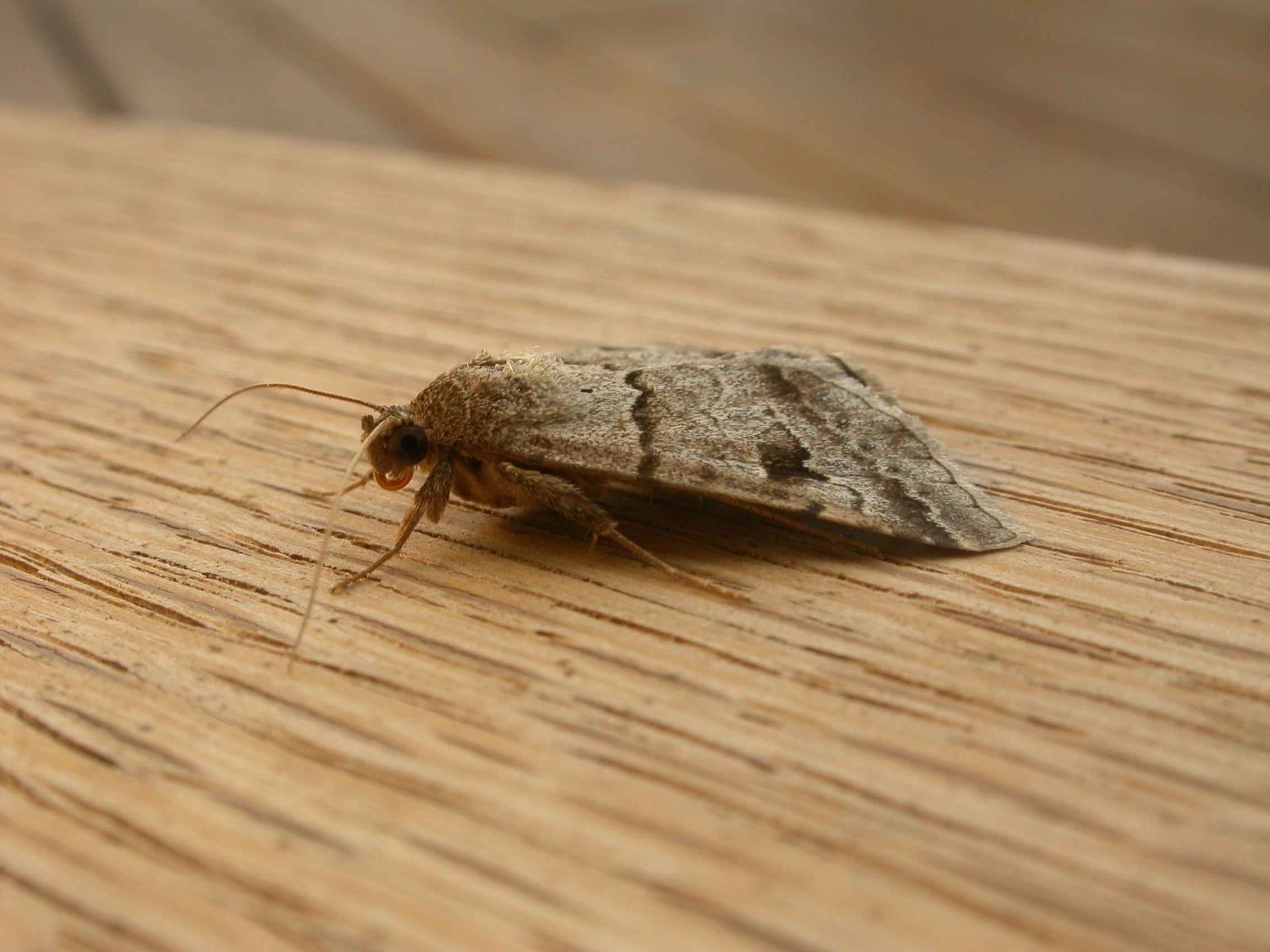